# 苏库尔车站
苏库尔車站是巴基斯坦信德省苏库尔市的主要鐵路車站，1891年啟用。